# Cuisy (Seine-et-Marne)
Cuisy ist eine französische Gemeinde im Département Seine-et-Marne in der Île-de-France. Sie gehört zum Kanton Claye-Souilly im Arrondissement Meaux.
Die Bewohner nennen sich die Cusaciens.

## Geographie
Umgeben ist Cuisy von den Gemeinden Saint-Soupplets im Norden und im Osten, Le Plessis-l’Évêque im Südosten, Le Plessis-aux-Boisim Südwesten sowie Montgé-en-Goële im Westen.

## Geschichte
Im Jahr 839 erscheint Cuisy erstmals in einem Tauschvertrag zwischen den Klöstern Saint-Denis und Jouarre, der von Kaiser Ludwig dem Frommen signiert wurde (Regesta Imperii I, 986).

## Bevölkerungsentwicklung
| Jahr      | 1962 | 1968 | 1975 | 1982 | 1990 | 1999 | 2008 | 2014 |
| --------- | ---- | ---- | ---- | ---- | ---- | ---- | ---- | ---- |
| Einwohner | 88   | 116  | 171  | 266  | 370  | 374  | 448  | 430  |

## Sehenswürdigkeiten
- Kirche Saint-Pierre de Cuisy
- Ehemaliges Bahnhofsgebäude von Cuisy und Le Plessis-l’Évêque

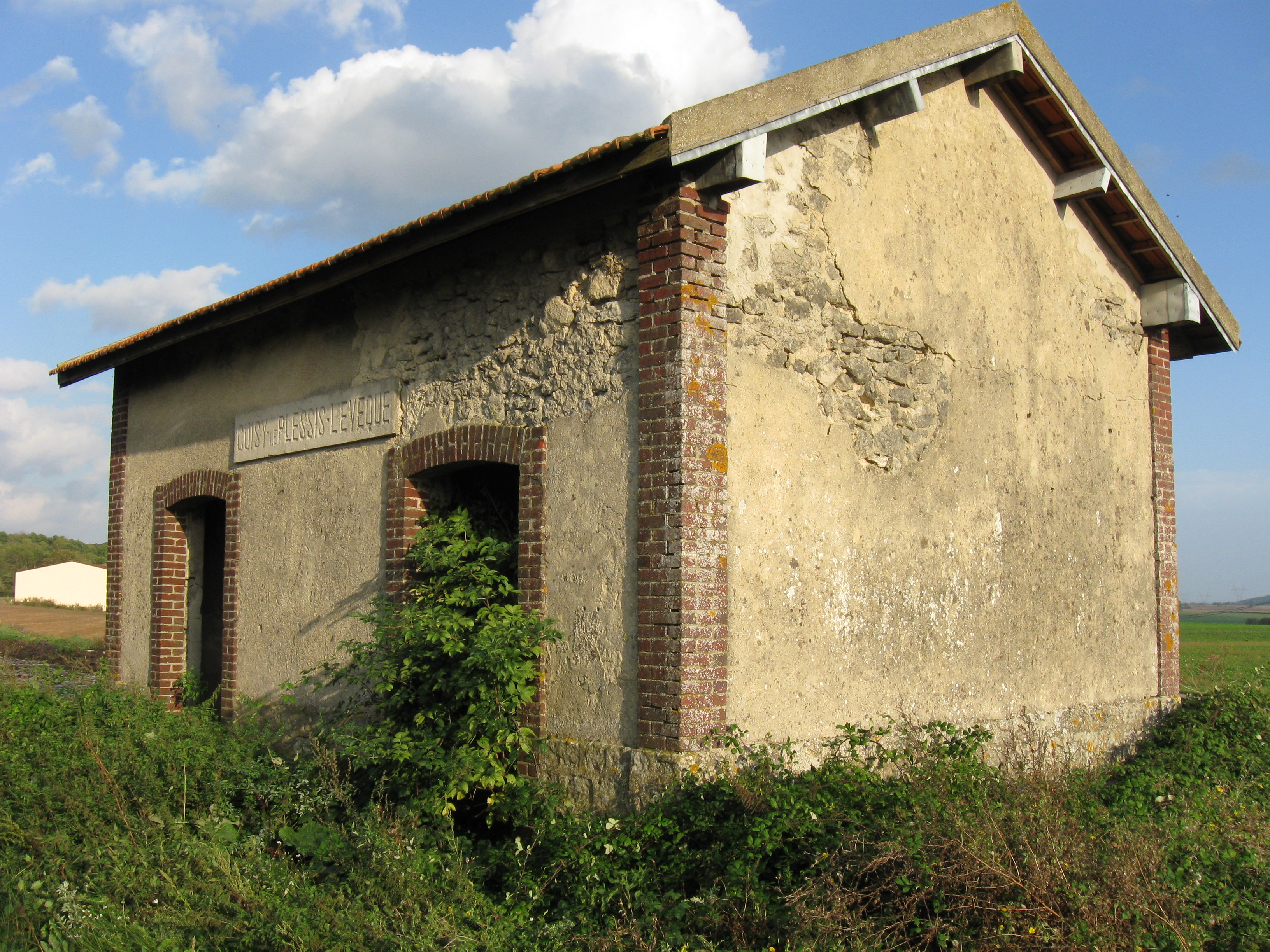
Ehemaliges Bahnhofsgebäude von Cuisy und Le Plessis-l’Évêque